# Alexander Søderlund
Alexander Toft Søderlund (Haugesund, Rogaland, 3 de agosto de 1987) es un futbolista noruego. Juega de delantero y desde 2021 milita en el FK Haugesund de la Eliteserien. Fue internacional absoluto por la selección noruegaentre 2012 y 2017, con la que disputó 32 encuentros.

## Trayectoria
Tras pasar por las inferiores del Ersmarks IK, en 2005 fichó por el  FK Haugesund y en 2006 por el SK Vard Haugesund. Como profesional, pasó por seis clubes en cuatro países diferentes entre 2007 y 2010.
En 2010 regresó a su país, y fichó en su antiguo club, el Vard Haugesunden, por el resto de la temporada 2010.
En enero de 2011 fue transferido al FK Haugesund, y el 20 de marzo de 2011, Søderlund hizo su debut en Tippeligaen contra el Tromsø IL. Anotó sus dos primeros goles en la liga al Stabæk IF el 8 de mayo de 2011, y terminó su temporada debut con 11 goles.
El 17 de junio de 2013, Rosenborg anunció el fichaje de Søderlund como reemplazo de Tarik Elyounoussi, que fue vendido a la Bundesliga alemana. Søderlund se unió al club el 15 de julio. Jugó 12 partidos y anotó tres goles para el Rosenborg en la temporada 2013; el club terminó en el tercer lugar de la Tippeligaen.
El 4 de enero de 2016 se unió al Saint-Étienne con un contrato de 3.5 años. La tasa de transferencia pagada a Rosenborg se estimó entre 1,5 y 2 millones de euros. Trece días después, marcó su primer gol para el club en la  victoria por 1-0 ante el Lyon.
En enero de 2018 volvió al Rosenborg por 500 000 euros.

## Selección nacional
Debutó por la selección de Noruega el 15 de enero de 2012 ante Dinamarca por un encuentro amistoso.

## Clubes
| Club                       | País     | Año           |
| -------------------------- | -------- | ------------- |
| FK Haugesund               | Noruega  | 2005-2006     |
| SK Vard Haugesund          | Noruega  | 2006-2008     |
| Virtus Lanciano            | Italia   | 2008          |
| Treviso                    | Italia   | 2008-2010     |
| UR Namur (a préstamo)      | Bélgica  | 2008          |
| Botev Plovdiv (a préstamo) | Bulgaria | 2009          |
| FH (a préstamo)            | Islandia | 2009          |
| Lecco                      | Italia   | 2010          |
| SK Vard Haugesund          | Noruega  | 2010          |
| FK Haugesund               | Noruega  | 2011-2013     |
| Rosenborg BK               | Noruega  | 2013-2015     |
| Saint-Étienne              | Francia  | 2016-2018     |
| Rosenborg BK               | Noruega  | 2018-2020     |
| BK Häcken                  | Suecia   | 2020          |
| Çaykur Rizespor            | Turquía  | 2021          |
| FK Haugesund               | Noruega  | 2021-presente |